# Chapmanacris sylvatica
Chapmanacris sylvatica är en insektsart som beskrevs av Vitaly Michailovitsh Dirsh 1959. Chapmanacris sylvatica ingår i släktet Chapmanacris och familjen Pyrgomorphidae. Inga underarter finns listade i Catalogue of Life.